# 清水成駿
清水 成駿（しみず せいしゅん、1948年 - 2016年8月4日）は、東京都出身の競馬評論家。

## 略歴
1972年、明治学院大学経済学部卒業と同時に、父の経営する印刷会社が請け負っていた縁で競馬専門紙の1馬に入社。旧東京系のトラックマンとなり、20代の若さで評論家、35歳と異例の速さで取締役編集局長に就任。
同紙で長年に渡り担当したコラム「今日のスーパーショット」をはじめ、ラジオ日本 土曜・日曜競馬実況中継やスポーツ紙、週刊誌などで「走らせる側に立って考える」という独特の予想理論を展開。人気薄の馬に敢然と本命印を打ち孤独の◎として人気を集めていた。
2001年末に文筆業に専念するとして1馬を退社したが、その後もフリーランスで競馬評論を続けていた。友人の塩崎利雄に対し、小説の執筆に挫折した旨を語っている。2003年より東京スポーツで「馬単三国志」を連載。2006年には馬券予想会社を立ち上げる。そのほか『競馬最強の法則』（KKベストセラーズ）などで活動していた。
2016年8月4日死去。67歳没。

## 予想例
- 1976年日本ダービー - ◎トウショウボーイ（2着）、△クライムカイザー（1着）[6]
- 1977年皐月賞 - ◎ハードバージ、△ラッキールーラ[6] [7] [8]
- 1977年天皇賞（春） - ◎テンポイント、△クラウンピラード[6]
- 1982年有馬記念 - ヒカリデユール
- 1984年日本ダービー - ◎シンボリルドルフ、△スズマッハ（20番人気2着）[6]
- 1989年日本ダービー - ウィナーズサークル[6]
- 1990年菊花賞 - メジロマックイーン
- 1991年ジャパンカップ - ゴールデンフェザント[9]
- 1991年スプリンターズステークス - ダイイチルビー
- 1993年日本ダービー - ウイニングチケット[6]
- 1994年桜花賞 - オグリローマン
- 1995年ジャパンカップ - ランド[10]
- 1997年桜花賞 - キョウエイマーチ
- 1998年優駿牝馬 - エリモエクセル（7番人気）[6]
- 1998年日本ダービー - ◎ボールドエンペラー（14番人気2着）、◯スペシャルウィーク（1着）[6]
- 2004年皐月賞 - ダイワメジャー
- 2005年ジャパンカップ - アルカセット[11]
- 2005年阪神ジュベナイルフィリーズ - テイエムプリキュア
- 2005年朝日杯フューチュリティステークス - フサイチリシャール
- 2006年桜花賞 - キストゥヘヴン[6]
- 2006年優駿牝馬 - カワカミプリンセス[6]
- 2006年NHKマイルカップ - ロジック[6]
- 2006年安田記念 - ブリッシュラック[6]
- 2007年日本ダービー - ウオッカ[6]
- 2007年スプリンターズステークス - アストンマーチャン
- 2013年安田記念 - ロードカナロア
- 2015年桜花賞 - レッツゴードンキ[6]
- 2015年皐月賞 - ドゥラメンテ[6]
- 2015年日本ダービー - ドゥラメンテ[6]
- 2016年日本ダービー - マカヒキ[6]

## 過去の出演番組
- ラジオ日本 土曜・日曜競馬実況中継（ラジオ日本）
- K's Bar（新潟放送）

## 書籍
- マジで競馬と戦う本（1983年、ベストセラーズ）ISBN 978-4584005194
- 清水成駿の穴馬券に乾杯（1987年、ベストセラーズ）ISBN 978-4584006412
- 清水成駿の「馬は何でも知っている」（1994年、オプトコミュニケーションズ）ISBN 978-4072158357
- 清水成駿の競馬新聞で逢おう（1995年、朝日ソノラマ）ISBN 978-4257034179
- 競馬 無敵の「孫子流21攻略」（2007年、ベストセラーズ）ISBN 978-4584121603